# 張斯綱
張斯綱（1971年9月9日—），中華民國政治人物，中國國民黨籍，現任臺北市議會議員、國民黨臺北市議會黨團書記長，曾任前副總統蕭萬長幕僚、國民黨文化傳播委員會副主任委員。

## 從政經歷
2004年，曾創立五六七大聯盟，促進中國國民黨黨內改革，鼓吹中國國民黨世代交替，支持馬英九擔任國民黨主席。
2007年，進入馬英九蕭萬長總統競選總部擔任幕僚。
2008年，擔任副總統蕭萬長辦公室秘書；之後擔任行政院衛生署署長楊志良秘書。
2018年11月，当选第十三届臺北市議員。後來擔任國民黨台北市議會黨團書記長。
2020年4月，擔任中國國民黨行管會副主委。
2021年10月，擔任中國國民黨發言人兼文傳會副主委。
2022年11月，连任台北市议员。
2023年2月，宣布參選立法委員，在黨內初選勝出並獲得提名，最終未能當選。

## 爭議
2025年5月，疑似涉入立委吳思瑤、吳沛憶的罷免提議書偽造案，被台北地檢署約談並列為被告。

## 選舉紀錄
| 年度 | 選舉屆數               | 選舉區           | 所屬政黨   | 得票數 | 得票率 | 當選標記 | 備註 |
| ---- | ---------------------- | ---------------- | ---------- | ------ | ------ | -------- | ---- |
| 2018 | 第十三屆臺北市議員選舉 | 臺北市第一選舉區 | 中國國民黨 | 19,605 | 6.99%  |          |      |
| 2022 | 第十四屆臺北市議員選舉 | 臺北市第一選舉區 | 中國國民黨 | 15,683 | 5.70%  |          |      |
| 2024 | 第十一屆立法委員選舉   | 臺北市第一選舉區 | 中國國民黨 | 71,837 | 36.89% |          |      |

## 外部連結
- 張斯綱 士林北投 交給我綱好 （页面存档备份，存于）
- 臺北市議會-張斯綱議員簡介 （页面存档备份，存于）
- 台北市議員 張斯綱的Facebook專頁
- 台北市議員 張斯綱的Instagram帳戶
- YouTube上的張斯綱-綱好在乎你頻道